# Pesampator
Pesampator (INN; razvojni kodni nazivi BIIB-104 i PF-04958242) je pozitivni alosterični modulator (PAM) AMPA receptora (AMPAR), jonotropnog glutamatnog receptora, koji je u razvoju od strane kompanije Pfizer za lečenje kognitivnih simptoma kod šizofrenije. Takođe je bio u razvoju za lečenje senzorneuralnog gubitka sluha povezanog sa uzrastom, ali je razvoj za ovu indikaciju prekinut zbog nedovoljne efikasnosti. Od jula 2018, pesampator je u fazi II kliničkih ispitivanja za kognitivne simptome kod šizofrenije.
Pesampator pripada biarilpropilsulfonamidnoj grupi AMPAR PAM supstanci, koja takođe uključuje LY-404187, LY-503430, i mibampator (LY-451395) između ostalih. Opisan je kao AMPAR PAM sa „visokim uticajem“, za razliku od takozvanih AMPAR PAM-ova „malog uticaja“, kao što je CX-516 i njegov kongener farampator (CX-691, ORG-24448). Kod životinja je utvrđeno da niske doze pesampatora poboljšavaju kogniciju i pamćenje, dok veće doze izazivaju poremećaje motorne koordinacije i konvulzije. Isti efekti, kao i neurotoksičnost pri većim dozama, primećeni su kod ortosteričnih i drugih alosteričnih AMPAR aktivatora visokog uticaja.
Utvrđeno je da kod zdravih dobrovoljaca pesampator značajno smanjuje ketaminom izazvane deficite u verbalnom učenju i radnoj memoriji bez slabljenja psihotomimetičkih efekata izazvanih ketaminom. On je bio u stanju da preokrene ketaminom izazvana oštećenja prostorne radne memorije kod učesnika.
Pored delovanja na AMPAR, prijavljeno je da pesampator deluje kao blokator GlyT1 glicinskog transportera. Kao takav, on je takođe inhibitor ponovnog preuzimanja glicina i može delovati indirektno da aktivira glicinski receptor i mesto koagonista glicina NMDA receptora povećanjem ekstracelularnog nivoa glicina.